# Рагана
Ра́гана (латыш. Ragana) — населённый пункт («крупное село», латыш. lielciems) в центральной части Латвии, административный центр Кримулдской волости. Находится в 50 км к северо-востоку от Риги, на главной государственной автодороге A3 (E 264) Рига—Валка (граница Эстонии) при примыкании региональных автодорог P6 (на Саулкрасты), P7 (на Турайду) и P9 (на Лимбажи).

## История
Село ведёт свою историю от Раганской почтовой станции — одной из почтовых станций на дороге, соединявшей Ригу и Дерпт.
В советские годы населённый пункт входил в состав Рижского района и являлся центром Кримулдского сельсовета. В селе располагалось научно-исследовательское хозяйство «Кримулда».
В настоящее время в селе расположены административные учреждения, почтовое отделение, Кримулдская средняя школа, дом культуры.
В переводе ragana означает «ведьма». В Рагане в конце августа 2014 года прошёл первый официальный слёт ведьм.